# Resolutie 1429 Veiligheidsraad Verenigde Naties
Resolutie 1429 van de Veiligheidsraad van de Verenigde Naties werd unaniem door de
VN-Veiligheidsraad aangenomen op 30 juli 2002.

## Achtergrond
Begin jaren 1970 ontstond een conflict tussen Spanje, Marokko, Mauritanië en de Westelijke Sahara zelf over de Westelijke Sahara dat tot dan in Spaanse handen was. Marokko legitimeerde zijn aanspraak op basis van historische banden met het gebied. Nadat Spanje het gebied opgaf bezette Marokko er twee derde van. Het land is nog steeds in conflict met Polisario dat met steun van Algerije de onafhankelijkheid blijft nastreven. Begin jaren 1990 kwam een plan op tafel om de bevolking van de Westelijke Sahara via een volksraadpleging zelf te laten beslissen over de toekomst van het land. Het was de taak van de VN-missie MINURSO om dat referendum op poten te zetten. Het plan strandde later echter door aanhoudende onenigheid tussen de beide partijen waardoor ook de missie nog steeds ter plaatse is.

## Inhoud

### Waarnemingen
De onderhandelingen over de Westelijke Sahara zaten vast, en dat had zijn weerslag op de bevolking en de
regionale economie. De Veiligheidsraad wilde zorgen voor de onmiddellijke vrijlating van krijgsgevangenen, de terugkeer van vluchtelingen en een akkoord dat de bevolking zelfbeschikking geeft.

### Handelingen
De partijen werden opgeroepen samen te werken met de secretaris-generaal en zijn gezant en de hoge commissaris voor de Vluchtelingen om vertrouwensmaatregelen te nemen. Marokko en Polisario werden ook opgeroepen samen te werken met het Rode Kruis om het probleem van de vermiste personen op te lossen. De Veiligheidsraad verwelkomde ook de vrijlating van 101 Marokkaanse krijgsgevangenen.
Ten slotte werd de MINURSO-missie verlengd tot 31 januari 2003. De secretaris-generaal werd gevraagd om tegen die tijd te rapporteren over de situatie en de meest geschikte samenstelling van MINURSO voor te stellen.

## Verwante resoluties
- Resolutie 1394 Veiligheidsraad Verenigde Naties
- Resolutie 1406 Veiligheidsraad Verenigde Naties
- Resolutie 1463 Veiligheidsraad Verenigde Naties (2003)
- Resolutie 1469 Veiligheidsraad Verenigde Naties (2003)

Lijst ·  1387 ·  1388 ·  1389 ·  1390 ·  1391 ·  1392 ·  1393 ·  1394 ·  1395 ·  1396 ·  1397 ·  1398 ·  1399 ·  1400 ·  1401 ·  1402 ·  1403 ·  1404 ·  1405 ·  1406 ·  1407 ·  1408 ·  1409 ·  1410 ·  1411 ·  1412 ·  1413 ·  1414 ·  1415 ·  1416 ·  1417 ·  1418 ·  1419 ·  1420 ·  1421 ·  1422 ·  1423 ·  1424 ·  1425 ·  1426 ·  1427 ·  1428 ·  1429 ·  1430 ·  1431 ·  1432 ·  1433 ·  1434 ·  1435 ·  1436 ·  1437 ·  1438 ·  1439 ·  1440 ·  1441 ·  1442 ·  1443 ·  1444 ·  1445 ·  1446 ·  1447 ·  1448 ·  1449 ·  1450 ·  1451 ·  1452 ·  1453 ·  1454